# Валбжихски окръг
Валбжихски окръг (на полски: Powiat wałbrzyski) е окръг в Югозападна Полша, Долносилезко войводство. Заема площ от 514,92 км2. Административен център е град Валбжих, който не е част от окръга.

## География
Окръгът се намира в историческата област Долна Силезия. Разположен е в южната част на войводството.

## Население
Населението на окръга възлиза на 178 776 души (2012 г.). Гъстотата е 347 души/км2.

## Административно деление
Административно окръгът е разделен на 8 общини.
Градски общини:
- Богушов-Горце
- Йедлина-Здруй
- Шчавно-Здруй

Градско-селски общини:
- Община Глушица
- Община Мерошов

Селски общини:
- Община Валим
- Община Старе Богачовице
- Община Чарни Бор

## Галерия
- Богушов-Горце
- Валбжих
- Глушица
- Йедлина-Здруй
- Мерошов
- Шчавно-Здруй